# Eplerenon
Eplerenon ist ein Arzneistoff aus der Gruppe der Aldosteronantagonisten, der in der Behandlung der Herzinsuffizienz nach einem Herzinfarkt eingesetzt wird.

## Klinische Angaben

### Anwendung
Eplerenon ist als Ergänzung zur Standardtherapie bei der Behandlung der linksventrikulären Dysfunktion und einer bestehenden Herzinsuffizienz nach einem kürzlich aufgetretenen Myokardinfarkt (Herzinfarkt) zugelassen und wird in der weiterführenden Therapie nach diesem akuten Ereignis eingesetzt.
3 bis 14 Tage nach einem akuten Myokardinfarkt wird mit der Therapie mit der halben Erhaltungsdosis pro Tag begonnen. Innerhalb von 4 Wochen wird unter Kontrolle der Serum-Kalium-Spiegel eine Dosissteigerung auf eine feste Erhaltungsdosis vorgenommen. Die engen therapeutischen Grenzen der Kaliumwerte erfordern eine regelmäßige Kontrolle der Serum-Kalium-Spiegel.
Falls eine Vorbehandlung oder Begleitmedikation mit schwachen bis mäßigen CYP3A4-Hemmern, wie z. B. Amiodaron, Diltiazem und Verapamil bestehen, stellt die Initialdosis gleichzeitig die Erhaltungsdosis dar.

### Gegenanzeigen
Eplerenon darf nicht eingenommen werden von Patienten
- mit Serumkaliumwerten über 5,0 mmol/l zu Behandlungsbeginn
- mit mäßiger bis schwerer Niereninsuffizienz
- mit schwerer Leberinsuffizienz der Child-Pugh-Klasse C
- die mit kaliumsparenden Diuretika, Kalium-Ergänzungsmittel oder starken CYP3A4-Hemmern (wie z. B. Itraconazol, Ketoconazol, Ritonavir, Nelfinavir, Clarithromycin, Telithromycin und Nefazodon) vorbehandelt sind.

### Wechselwirkungen mit anderen Mitteln
Bedingt durch die Verstoffwechselung über das Isoenzym CYP 3A4 des Cytochrom P450 ergeben sich Wechselwirkungen mit anderen Arzneistoffen, die ebenfalls über diesen Weg abgebaut werden. Bei der Notwendigkeit der gleichzeitigen Gabe von schwachen bis mäßigen CYP3A4-Hemmern mit Eplerenon kommt es zur Kumulation des Wirkstoffes und somit zu einer verstärkten Wirkung, so dass die maximale Dosierung auf die Hälfte der sonst üblichen Erhaltungsdosis reduziert ist. Derselbe Umstand führt auch dazu, dass die gleichzeitige Gabe von starken CYP3A4-Hemmern kontraindiziert ist. Bekannte CYP3A4-Hemmer sind z. B. Grapefruitsaft, Baldrian, Gelbwurzel oder Ginseng.
Im Falle der parallelen Verabreichung von CYP3A4-Induktoren, wie beispielsweise Rifampicin, Carbamazepin, Phenytoin, Phenobarbital oder Johanniskraut ist mit einer Wirkungsabschwächung bis hin zum Wirkverlust zu rechnen. Beim gleichzeitigen Einsatz von Digoxin ist mit einer Erhöhung des Digoxin-Spiegels zu rechnen.
Eine Co-Medikation mit Ciclosporin oder Tacrolimus ist aufgrund zu erwartender Nierenfunktionsstörungen und der Erhöhung des Hyperkaliämie-Risikos zu vermeiden, ähnlich verhält es sich bei der Gabe von Trimethoprim, AT1-Antagonisten und ACE-Hemmer. Eine Schmerztherapie mit NSAR erfordert einen ausgeglichenen Flüssigkeitshaushalt zum Erhalt der Nierenfunktion. Bei einer Kombination von Eplerenon mit Alphablockern, Trizyklische Antidepressiva, Neuroleptika, Amifostin oder Baclofen besteht die Möglichkeit, dass die antihypertensive Wirkung oder eine orthostatische Hypotonie verstärkt werden. Glucocorticoide können bedingt durch eine Natrium- und Wasserretention zu einer blutdrucksteigernden Wirkung führen, der Eplerenon entgegenwirkt. Eine Wechselwirkung mit Lithium wurde bisher nicht untersucht.

### Besondere Patientengruppen
Auch wenn tierexperimentelle Untersuchungen keine Auswirkungen auf das ungeborene Leben gezeigt haben, sollte Eplerenon nur nach strenger Indikationsstellung und mit Vorsicht eingesetzt werden, da noch keine ausreichenden Daten an Schwangeren erhoben wurden.
Es ist nicht auszuschließen, dass der Arzneistoff in die Muttermilch übergeht, was zum Schutz des Kindes vor möglichen Nebenwirkungen ein Abstillen erforderlich macht.
Bei bestehenden Stoffwechseldefekten oder Funktionsbeeinträchtigungen gilt es den Einsatz von Eplerenon gründlich abzuwägen. Schwere Formen der Leber- oder Nierenfunktionsstörungen gelten als Kontraindikation (siehe auch dort). Patienten mit Typ-II-Diabetes und Mikroalbuminurie müssen vorsichtig und unter strenger Überwachung behandelt werden.

### Unerwünschte Wirkungen
Als häufige Nebenwirkungen sind Hyperkaliämie, Benommenheit, Hypotonie, Durchfall, Übelkeit, Nierenfunktionsstörungen, Kraftlosigkeit oder Unwohlsein anzusehen. Gelegentlich kann es auch zu Dehydratisierung, Hypercholesterinämie, Hypertriglyceridämie, Hyponatriämie, Schlaflosigkeit, Kopfschmerzen, orthostatische Hypotonie, Thrombose der Beinarterien, Pharyngitis, Blähungen, Erbrechen, Juckreiz, Rückenschmerzen, Krämpfe in den Beinen, erhöhten Blutharnstoffwerten oder erhöhten Kreatininwerten kommen.

### Studien
Die Wirkung von Eplerenon auf Morbidität und Mortalität bei Patienten mit akutem Myokardinfarkt, der durch linksventrikuläre Dysfunktion und Herzversagen kompliziert war, wurde in einer doppelblinden, placebokontrollierten Studie untersucht, ebenso die die Wirksamkeit von Eplerenon bei Patienten mit chronischer systolischer Herzinsuffizienz bei leichter Symptomatik.

## Pharmakologische Eigenschaften

### Wirkungsmechanismus
Eplerenon bindet mit hoher Selektivität an Mineralokortikoid-Rezeptoren, wo kompetitiv die Bindung von Aldosteron gehemmt wird. Da Aldosteron die Rolle eines Schlüsselhormons im Renin-Angiotensin-Aldosteron-System (RAAS) besitzt, welches maßgeblich an der Blutdruckregulation und der Pathophysiologie von kardiovaskulären Erkrankungen beteiligt ist, kommt es auf diesem Wege zu einem anhaltenden Anstieg des Plasmarenins und Aldosterons im Serum, was eine Hemmung des negativen regulatorischen Feedbacks von Aldosteron auf die Reninsekretion zur direkten Folge hat. Dadurch kommt es dann zu einer verstärkten Na+-, Cl− und Wasser-Ausscheidung, wodurch der Blutdruck und die Vorlast gesenkt werden und zu einer verstärkten K+-Retention, wobei durch das erhöhte K+-Angebot die Kontraktionskraft (Inotropie) des Herzmuskels gestärkt wird.

### Aufnahme und Verteilung im Körper
Nach der Aufnahme wird die maximale Plasmakonzentration nach ca. zwei Stunden und ein Steady state innerhalb von 2 Tagen erreicht, wobei die Plasmaproteinbindung etwa 50 % und das scheinbare Verteilungsvolumen im Steady state 50 L betragen. Die Resorption erfolgt unabhängig von der Nahrungsaufnahme. Der Metabolismus von Eplerenon wird hauptsächlich über CYP3A4 vermittelt. Es wurde mithilfe von radioaktiv markiertem Wirkstoff festgestellt, dass ca. 32 % mit den Fäzes und ca. 67 % mit dem Urin ausgeschieden werden und die Plasmahalbwertszeit ca. 3 bis 5 Stunden und die scheinbare Plasmaclearance ca. 10 L/h betragen.
Der Arzneistoff ist nicht hämodialysierbar, was sich bei einer aufgetretenen Kumulation problematisch gestaltet.

## Chemisch-physikalische Eigenschaften
Eplerenon besitzt eine dem Steroid-Grundgerüst ähnliche Struktur, was sich auch in der Wirkweise widerspiegelt. Eplerenon ist ein weißes oder fast weißes bis schwach gelbes, kristallines Pulver. Die Substanz zeigt Polymorphie.

## Handelsnamen
Inspra (Hersteller Pfizer), sowie Generika